# Nkau Lerotholi
Nkau Lerotholi (ur. 17 września 1990 w Nazareth Machache) – sotyjski piłkarz grający na pozycji środkowego obrońcy. Od 2016 jest zawodnikiem klubu Lesotho Mounted Police Service FC.

## Kariera klubowa
Swoją karierę piłkarską Lerotholi rozpoczął w klubie Matlama FC. W sezonie 2007/2008 zadebiutował w jego barwach w pierwszej lidze sotyjskiej. W sezonie 2009/2010 wywalczył z nim mistrzostwo Lesotho. W 2014 przeszedł do południowoafrykańskiego Ga-Rankuwa United FC, a w 2015 wrócił do Matlama FC. W sezonie 2015/2016 został z nim wicemistrzem kraju, ale w trakcie sezonu odszedł do Lesotho Mounted Police Service FC.

## Kariera reprezentacyjna
W reprezentacji Lesotho Lerotholi zadebiutował 20 lipca 2008 w przegranym 0:1 meczu COSAFA Cup 2008 z Malawi, rozegranym w Secundzie. Od 2008 do 2021 wystąpił w kadrze narodowej 65 razy i strzelił 2 gole.